# Porcellionides peregrinus
Porcellionides peregrinus är en kräftdjursart som först beskrevs av Gustav Budde-Lund 1885.  Porcellionides peregrinus ingår i släktet Porcellionides och familjen Porcellionidae. Inga underarter finns listade i Catalogue of Life.